# Teramo (provins)
Teramo är en provins i regionen Abruzzo i Italien. Teramo är huvudort i provinsen. Provinsen etablerades i Kungariket Bägge Sicilierna 1806 när den tidigare provinsen Abruzzo Ultra delades i Abruzzo Ultra I och Abruzzo Ultra II. När Kungariket Italien bildades 1861 ändrades namnet från Abruzzo Ultra I till det nuvarande.

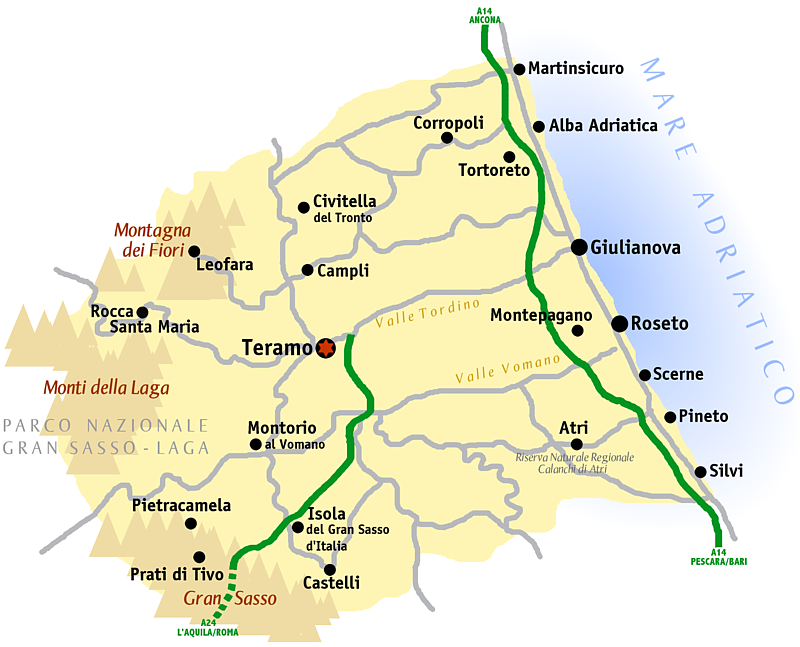
Karta över provinsen

## Administrativ indelning
Provinsen Teramo är indelad i 47 comuni (kommuner). Alla kommuner finns i lista över kommuner i provinsen Teramo.

## Geografi
Provinsen Teramo gränsar:
- i norr mot provinsen Ascoli Piceno
- i öst mot Adriatiska havet
- i syd mot provinsen Pescara
- i syd och väst mot provinsen L'Aquila
- i väst mot provinsen Rieti